# After the Fox
After the Fox (conocida en español como Tras la pista del Zorro en España y La persecución del Zorro en México y Argentina) es una película de comedia de atracos de 1966 dirigida por Vittorio De Sica y protagonizada por Peter Sellers, Victor Mature y Britt Ekland. El guion en inglés fue escrito por Neil Simon y el antiguo colaborador de De Sica, Cesare Zavattini.
A pesar de sus notables créditos, la película fue mal recibida cuando se estrenó, pero desde entonces ha ganado seguidores de culto por sus numerosos chistes que ensartan a estrellas de cine, audiencias deslumbradas, críticos de cine pretenciosos y directores pomposos, incluidos Cecil B. DeMille, Federico Fellini, Michelangelo Antonioni y el propio De Sica.

## Argumento
Fuera de El Cairo, Okra usa a una cómplice en bikini como distracción y secuestra 3 millones de dólares en lingotes de oro. Los ladrones necesitan una forma de pasar de contrabando las dos toneladas de lingotes de oro a Europa. Aldo Vanucci, un maestro del disfraz conocido como «El Zorro», es uno de los pocos hombres que puede encargarse de la tarea, pero está en prisión.
Vanucci se resiste a aceptar el trabajo por temor a deshonrar a su madre y su hermana menor Gina. Cuando sus tres compinches le informan que Gina ha crecido y no siempre regresa a casa después de la escuela, Vanucci, enfurecido y sobreprotector, jura escapar. Se hace pasar por el médico de la prisión y huye con la ayuda de su pandilla. En casa, su madre le dice que Gina está trabajando en la calle, lo que él interpreta como que Gina es una prostituta, pero descubre que Gina simplemente está actuando en una película de bajo presupuesto que se filma en la calle. Vanucci se da cuenta de que el trabajo de contrabandear el oro mejorará la vida de su familia. Se pone en contacto con Okra y su cómplice femenina y acepta pasar de contrabando el oro a Italia por la mitad de la ganancia. Dos policías están constantemente tras la pista de Vanucci, y él usa disfraces y trucos para deshacerse de ellos.
Después de ver a una multitud acosar al ídolo de matiné estadounidense Tony Powell, Vanucci se da cuenta de que las estrellas de cine y los equipos de filmación son idolatrados y tienen rienda suelta en la sociedad. Esta idea forma la base de su plan. Haciéndose pasar por un director neorrealista italiano llamado Federico Fabrizi, tiene la intención de llevar el oro a tierra a plena luz del día como escena en una película vanguardista. Para darle a la película un aire de legitimidad, convence a Powell para que protagonice la película, que se titula  El oro de El Cairo (un juego de palabras sobre El oro de Nápoles, una película que De Sica dirigió en 1954). El agente de Powell, Harry, sospecha de Fabrizi, pero su vanidoso cliente quiere hacer la película. Fabrizi recluta a la población deslumbrada de Sevalio, un pequeño pueblo de pescadores, para descargar el envío, pero cuando el barco que transporta el oro se retrasa, Fabrizi debe filmar escenas para su película falsa para mantener la artimaña.
El barco finalmente llega y la gente del pueblo descarga el oro, pero Okra traiciona a Vanucci y se marcha con el oro. Se produce una persecución automovilística y Okra, Vanucci y la policía chocan entre sí. Vanucci, Tony Powell, Gina, Okra y los aldeanos están acusados de ser cómplices. La «película» de Vanucci se muestra como evidencia en la corte, donde un crítico de cine proclama que el metraje inconexo es una obra maestra. Vanucci confiesa su culpa, exonerando así a los aldeanos, pero promete escapar de la prisión una vez más. Se escapa haciéndose pasar por el médico de la prisión nuevamente, esta vez atando al médico en su celda y saliendo de la prisión en su lugar. Pero cuando intenta quitarse la barba falsa, Vanucci descubre que la barba es real y exclama: «¡Se ha escapado el hombre equivocado!».

## Reparto
- Peter Sellers como Aldo Vanucci / Federico Fabrizi.
- Victor Mature como Tony Powell.
- Britt Ekland como Gina Vanucci / Gina Romantica.
- Martin Balsam como Harry Granoff.
- Akim Tamiroff como Okra.
- Maria Grazia Buccella como la cómplice de Okra.
- Maurice Denham como el jefe de Interpol.
- Paolo Stoppa como Polio.
- Tino Buazzelli como Siepi.
- Mac Ronay como Carlo.
- Lydia Brazzi como Mamma Vanucci.
- Lando Buzzanca como el jefe de policía Rizzuto.
- Tiberio Murgia como primer detective.
- Francesco De Leone como segundo detective.
- Pier Luigi Pizzi como médico de la prisión.
- Enzo Fiermonte como Raymond.
- Carlo Croccolo como Salvatore.
- Nino Vingelli como juez.
- Vittorio De Sica como él mismo.

## Producción
Este fue el primer guion de Neil Simon; en ese momento, tenía tres espectáculos exitosos en Broadway — Little Me, Descalzos por el parque y La extraña pareja. Simon originalmente quería escribir una parodia de películas de autor como El año pasado en Marienbad y las películas de Michelangelo Antonioni, pero la historia evolucionó hacia la idea de una película dentro de una película. En sus memorias de 1996, Rewrites, Simon recordó que un agente sugirió a Peter Sellers para el papel principal, mientras que Simon prefirió elegir a «un auténtico italiano» como Marcello Mastroianni o Vittorio Gassman. A Sellers le encantó el guion y le pidió a Vittorio De Sica que lo dirigiera.
El interés de De Sica en el proyecto sorprendió a Simon, quien al principio lo descartó como una forma de que el director apoyara su adicción al juego. Pero De Sica vio la oportunidad de hacer una declaración social sobre cómo la búsqueda del dinero corrompe incluso las artes. Simon creía que De Sica también disfrutó la oportunidad de criticar a la industria cinematográfica italiana. De Sica insistió en que Simon colaborara con Cesare Zavattini. Como ninguno hablaba el idioma del otro, los dos escritores trabajaron a través de intérpretes. Simon escribió: «Tenía comentarios muy claros, concisos e inteligentes que pude entender fácilmente y con los que estoy de acuerdo». Aun así, a Simon le preocupaba que la inserción de declaraciones sociales en lo que él consideraba por sobre todo una comedia fársica no haría justicia a ninguno de los dos géneros. Sin embargo, After the Fox toca temas que se encuentran en el trabajo anterior de De Sica, a saber, los de la desilusión y la dignidad.
Sellers dijo que su razón principal para hacer la película fue la oportunidad de trabajar con De Sica. After the Fox fue la primera película producida por la nueva compañía productora Brookfield de Sellers, que había formado en sociedad con John Bryan, un exdiseñador de producción. También fue su última producción, ya que Sellers y Bryan se pelearon por De Sica. Sellers se quejó de que el director «piensa en italiano; yo pienso en inglés» y quería que reemplazaran a De Sica, pero Bryan se resistió por razones financieras y artísticas. De Sica se impacientó con Sellers y no le gustó la actuación de Sellers ni el guion de Simon.
Victor Mature, que se había retirado del cine cinco años antes, volvió a la pantalla ante la perspectiva de parodiarse a sí mismo como Tony Powell. En la película aparece un clip de la película Easy Living de 1949 de Mature (en la que interpreta a una estrella de fútbol envejecida). Aceptó hacer After the Fox después de recibir una llamada de Sellers. Mature también reveló que basó a Tony Powell parcialmente en De Sica «... además de mucho egoísmo, y DeMille también - esa parte con el tipo siguiéndolo con la silla todo el tiempo». Mature le dijo al Chicago Tribune: «No solo disfruté haciendo la película, sino que me dio la necesidad de volver a las imágenes. Eran un grupo emocionante de personas con las que trabajar».
Según Simon, Sellers exigió que su esposa Britt Ekland fuera elegida como Gina, la hermana del Zorro. La apariencia y el acento nórdicos de Ekland no estaban bien para el papel, pero para mantener feliz a Sellers, De Sica accedió. Simon recordó que Ekland trabajó duro en la película. Sellers y Ekland hicieron otra película juntos, El magnífico Bobo (1967).
Akim Tamiroff aparece como Okra, el autor intelectual del atraco en El Cairo. Tamiroff había estado trabajando intermitentemente para Orson Welles interpretando a Sancho Panza en una película sobre Don Quijote que Welles nunca terminó. Martin Balsam interpreta al agente dispéptico de Tony, Harry. Maria Grazia Buccella aparece como la voluptuosa cómplice de Okra. Buccella fue Miss Italia (1959) y quedó en tercer lugar en el certamen de Miss Europa. Lydia Brazzi, la esposa del actor Rossano Brazzi, fue seleccionada personalmente por De Sica para el papel de la madre del Zorro, a pesar de sus protestas de que no era actriz. Lando Buzzanca aparece como jefe de policía en Sevalio. Simon recordó que el elenco de apoyo italiano aprendió sus líneas en inglés fonéticamente.
El presupuesto de la película fue de 3 millones de dólares, que incluían la construcción de una réplica de la calle más famosa de Roma, la Via Veneto, en el lote de Cinecittà, y el rodaje en exteriores en el pueblo de Sant'Angelo en Isquia, en la Bahía de Nápoles. Las secuencias de Sevalio se rodaron durante el apogeo de la temporada turística. Según se informa, los habitantes de Sant'Angelo estaban tan ocupados acomodando a los turistas que no tuvieron tiempo de aparecer en la película, por lo que se trajeron extras de un pueblo vecino.
Simon lamentó que De Sica insistiera en usar sus propios editores de películas, quienes no hablaban inglés y no entendían los chistes. La película fue reeditada más tarde en Roma por uno de los editores de cine favoritos de John Huston, Russell Lloyd, pero Simon creía que había más fragmentos divertidos «en una sala de montaje en Italia», que posiblemente incluía una escena eliminada en la que Vanucci se hace pasar por uno de los Beatles. Las voces y los acentos de los actores cómicos italianos fueron doblados en Londres, principalmente por Robert Rieti, y editados en Roma por Malcolm Cooke, que había sido editor de diálogos posteriores a la sincronización en Lawrence de Arabia.
Simon resumió su opinión sobre la película: «Para darle a la película lo que se merece, fue divertida en algunas partes, innovadora en su trama y bien intencionada. ¿Pero una película exitosa? Uh-uh ... Todavía hoy, After the Fox sigue siendo un favorito de culto».
Burt Bacharach compuso la banda sonora y coescribió la canción principal con el letrista Hal David. Para el lanzamiento italiano, la banda sonora fue compuesta por Piero Piccioni. La canción principal «After the Fox» fue grabada por The Hollies with Sellers en agosto de 1966 y lanzada por United Artists como sencillo (b/w «The Fox-Trot»).

## Lanzamiento
After the Fox fuera lanzado en Gran Bretaña, Italia y Estados Unidos en diciembre de 1966. Como parte de un bombardeo publicitario, United Artists anunció que había contratado a Federico Fabrizi para dirigir tres películas. La historia se plantaría en los periódicos comerciales y luego aparecería en los periódicos generales, con Sellers disponible para entrevistas telefónicas en el papel de Fabrizi. Los editores de Daily Variety reconocieron el nombre ficticio de inmediato y estropearon la broma.

## Recepción y legado
La película fue mal recibida cuando se estrenó y obtuvo críticas mixtas. El crítico de The New York Times, Bosley Crowther, escribió: «Esta imagen es bastante desordenada. Sí, uno pensaría que fue hecho por aficionados».
El crítico de Variety pensó que «Peter Sellers está en una forma ágil y animada en esta loca comedia que, aunque a veces tensa, tiene una buena idea cómica y le da a la estrella un amplio margen para su gama habitual de personificaciones».
The Boston Globe calificó la película de «divertida, rápida y totalmente ridícula» y consideró que la interpretación de Fabrizi por parte de Sellers era «hilarante».
Billboard llamó a la película «una serie de sátiras llenas de diversión ... garantizado para reír» y pensó que Sellers estaba «en su mejor momento divertido» y que Mature era «hilarante».
The Monthly Film Bulletin escribió: «Continuando con el declive de De Sica en los últimos años, esta comedia estúpida de ladrones incompetentes e italianos excitables ni siquiera comienza a despegar» y calificó la actuación de Seller como «autoindulgente», pero destacó a Mature como «divertido y sensible».
En Rotten Tomatoes, la película tiene un índice de aprobación del 78% con una calificación promedio de 5.9 sobre 10, según las reseñas de 9 críticos.
La película tiene cierto parentesco con What's New Pussycat?, que se estrenó el año anterior y también protagonizó Sellers. Esa película fue la primera escrita por Woody Allen, quien, al igual que Neil Simon, había sido escritor del personal de Sid Caesar. Incluso el eslogan publicitario en los carteles y el tráiler de After The Fox proclamaba: «You caught the Pussycat ... now chase the Fox!» («Atrapaste a la gatita ... ¡Ahora persigue al Zorro!»). El arte del cartel de ambas películas fue ilustrado por Frank Frazetta.
Desde entonces ha ganado seguidores de culto por sus numerosos chistes que critican a estrellas de cine, audiencias deslumbradas, críticos de cine pretenciosos y directores pomposos, incluidos Cecil B. DeMille, Federico Fellini, Michelangelo Antonioni y De Sica.
La película fue rehecha en Bollywood en 2010 como Tees Maar Khan.